# Національна рейтингова шкала
Національна рейтингова шкала (англ. National Rating Scale) — шкала, поділена на визначені групи рівнів та рівні, кожен з яких характеризує здатність позичальника своєчасно та в повному обсязі виплачувати відсотки і основну суму за своїми борговими зобов'язаннями, а також його платоспроможність. Національна шкала використовується для оцінки кредитного ризику позичальника – органу місцевого самоврядування, суб'єкта господарювання та окремих боргових інструментів  — облігацій, іпотечних цінних паперів, позик.

## Класифікаційні рівні Національної рейтингової шкали
В Україні встановлено такі класифікаційні рівні рейтингової шкали.

### Довгострокові кредитні рейтинги (більше ніж один рік)

#### Інвестиційні рівні
| uaAAA | позичальник або окремий борговий інструмент з таким рейтингом характеризується найвищою кредитоспроможністю порівняно з іншими позичальниками або борговими інструментами                                                                                           |
| uaAA  | позичальник або окремий борговий інструмент характеризується дуже високою кредитоспроможністю порівняно з іншими українськими позичальниками або борговими інструментами                                                                                            |
| uaA   | позичальник або окремий борговий інструмент характеризується високою кредитоспроможністю порівняно з іншими позичальниками або борговими інструментами. Рівень кредитоспроможності чутливий до впливу несприятливих комерційних, фінансових та економічних умов     |
| uaBBB | позичальник або окремий борговий інструмент характеризується достатньою кредитоспроможністю порівняно з іншими позичальниками або борговими інструментами. Рівень кредитоспроможності залежить від впливу несприятливих комерційних, фінансових та економічних умов |

#### Спекулятивні рівні
| uaBB  | позичальник або окремий борговий інструмент характеризується кредитоспроможністю нижчою ніж достатня порівняно з іншими позичальниками або борговими інструментами. Висока залежність рівня кредитоспроможності від впливу несприятливих комерційних, фінансових та економічних умов |
| uaB   | позичальник або окремий борговий інструмент характеризується низькою кредитоспроможністю порівняно з іншими позичальниками або борговими інструментами. Дуже висока залежність рівня кредитоспроможності від впливу несприятливих комерційних, фінансових та економічних умов        |
| uaCCC | позичальник або окремий борговий інструмент характеризується дуже низькою кредитоспроможністю порівняно з іншими позичальниками або борговими інструментами. Потенційна імовірність дефолту                                                                                          |
| uaCC  | позичальник або окремий борговий інструмент характеризується високою імовірністю дефолту |
| uaC   | позичальник очікує дефолт за борговими зобов'язаннями |
| uaD   | дефолт. Виплата відсотків і основної суми за борговими зобов'язаннями позичальника припинена без досягнення згоди з кредиторами щодо реструктуризації заборгованості до настання строку платежу                                                                                      |

### Короткострокові кредитні рейтинги (до одного року)

#### Інвестиційні рівні
| uaK1 | позичальник або окремий борговий інструмент характеризується найвищою кредитоспроможністю порівняно з іншими позичальниками або борговими інструментами. Фінансовий стан такого позичальника дає змогу запобігти передбачуваним ризикам у короткостроковому періоді                      |
| uaK2 | позичальник або окремий борговий інструмент характеризується високою кредитоспроможністю порівняно з іншими позичальниками або борговими інструментами. Фінансовий стан такого позичальника достатньо високий для того, щоб запобігти передбачуваним ризикам у короткостроковому періоді |
| uaK3 | позичальник або окремий борговий інструмент характеризується достатньою кредитоспроможністю порівняно з іншими позичальниками або борговими інструментами. Фінансовий стан такого позичальника задовільний для того, щоб запобігти передбачуваним ризикам у короткостроковому періоді    |

#### Спекулятивні рівні
| uaK4 | позичальник або окремий борговий інструмент характеризується низькою кредитоспроможністю порівняно з іншими позичальниками або борговими інструментами. Фінансовий стан такого позичальника недостатній для того, щоб запобігти передбачуваним ризикам у короткостроковому періоді      |
| uaK5 | позичальник або окремий борговий інструмент характеризується дуже низькою кредитоспроможністю порівняно з іншими українськими позичальниками або борговими інструментами. Фінансовий стан такого позичальника не дає змоги запобігти передбачуваним ризикам у короткостроковому періоді |
| uaKD | позичальник оголосив дефолт за борговими зобов'язаннями |

### Додаткові позначення
У разі застосування Національної рейтингової шкали можуть використовуватися такі додаткові позначення:
| - або +      | Проміжні категорії рейтингу відносно основних категорій |
| (pi)         | Рейтинги, визначені на підставі використання лише публічної інформації |
| відкликаний  | Рейтинг, відкликаний у зв'язку з тим, що позичальник не надає необхідної інформації для оновлення рейтингу або з інших причин                                                                   |
| призупинений | Рейтинг, що може бути відкликаний (як проміжний етап перед його можливим відкликанням) у зв'язку з тим, що позичальник не надає необхідної інформації для оновлення рейтингу або з інших причин |

### Види прогнозів кредитних рейтингів
Відповідно до Розпорядження КМУ від 1 квітня 2004 р. N 208-р «Про схвалення Концепції створення системи рейтингової оцінки регіонів, галузей національної економіки, суб'єктів господарювання»:
 — Прогноз кредитного рейтингу є коментарем стосовно переважних тенденцій, які впливають на кредитний рейтинг, з точки зору його можливої (але не обов'язкової) зміни в подальшому.
| Стабільний | Стабільний прогноз вказує на відсутність на поточний момент передумов для зміни рейтингу протягом року                                       |
| Позитивний | Позитивний прогноз вказує на можливість підвищення рейтингу протягом року при збереженні позитивних тенденцій і нівелюванні поточних ризиків |
| Негативний | Негативний прогноз вказує на можливість зниження рейтингу протягом року при збереженні негативних тенденцій і реалізації поточних ризиків    |
| У розвитку | Прогноз вказує на підвищену імовірність зміни рейтингу протягом року                                                                         |

### Доповнення для підприємств— емітентів цільових облігацій
| uaBB           | Кредитний рейтинг рівня uaBB враховує можливість з боку емітента затримки в розрахунках за випущеними ним цільовими облігаціями на строк до 6 місяців                       |
| uaB            | Кредитний рейтинг рівня uaB враховує можливість з боку емітента затримки в розрахунках за випущеними ним цільовими облігаціями на строк до 12 місяців                       |
| uaCCC uaCC uaC | Кредитні рейтинги рівнів uaCCC, uaCC, та uaC враховують можливість з боку емітента затримки в розрахунках за випущеними ним цільовими облігаціями на строк понад 12 місяців |